# Maar nu heb ik er één...
Maar nu heb ik er één... is een single van de Nederlandse zangeres Katja Schuurman uit 1996. 

## Achtergrond
Maar nu heb ik er één... is geschreven door Frank Pels en Henk Temming en geproduceerd door Temming. Het is een nederpoplied dat gaat over de zoektocht naar ware liefde. Het lied werd gemaakt voor een reclame van het computermerk Laser. In de reclame zingt ze het lied, en maakt ze de vergelijking van hetgeen wat ze omschrijft in het refrein van het lied met de computer van Laser. Ze zegt het in de reclame als: "Das dus een Laser-computer". Het was de eerste single van Schuurman als soloartiest, die eerder hits had met de formatie Linda, Roos & Jessica. De B-kant van de single is een instrumentale versie van het nummer.

## Hitnoteringen
Het lied had enkele successen in Nederland. In de Top 40 kwam het tot de achtste plaats in de zeven weken dat het in de hitlijst stond. De piekpositie in de Mega Top 50 was de negende plaats. Het was acht weken in de lijst te vinden.